# Isaac Donkor
Isaac Donkor (Kumasi, Ghana, 15 de agosto de 1995) es un futbolista ghanés que juega como defensa y milita en el Adanaspor de la TFF Primera División de Turquía.

## Trayectoria
Isaac Donkor empezó su formación deportiva en el Calcio Padova a sus 13 años de edad. En 2010 pasó a formar parte de las categorías inferiores del Inter de Milán, donde dos años más tarde ascendió al Inter primavera. El 22 de noviembre de 2012 fue convocado en el primer equipo para enfrentar al FC Rubin Kazán por la Liga de Europa donde entró en el minuto 69 e hizo su debut profesional con el Inter. Gracias a sus buenas actuaciones en el filial, el 1 de julio de 2014 firmó por tres años con el inter por 300 000 €.

## Estadísticas
Actualizado al 14 de abril de 2025.
| Club                                        | Div.          | Temporada     | Liga  | Liga  | Copas nacionales | Copas nacionales | Copas internacionales | Copas internacionales | Total | Total |
| Club                                        | Div.          | Temporada     | Part. | Goles | Part.            | Goles            | Part.                 | Goles                 | Part. | Goles |
| ------------------------------------------- | ------------- | ------------- | ----- | ----- | ---------------- | ---------------- | --------------------- | --------------------- | ----- | ----- |
| Inter de Milán · Italia                     | 1.ª           | 2012-13       | 0     | 0     | 0                | 0                | 1                     | 0                     | 1     | 0     |
| Inter de Milán · Italia                     | 1.ª           | 2013-14       | 0     | 0     | 1                | 0                | -                     | -                     | 1     | 0     |
| Inter de Milán · Italia                     | 1.ª           | 2014-15       | 2     | 0     | 0                | 0                | 1                     | 0                     | 3     | 0     |
| Inter de Milán · Italia                     | Total club    | Total club    | 2     | 0     | 1                | 0                | 2                     | 0                     | 5     | 0     |
| A. S. Bari · Italia                         | 2.ª           | 2015-16       | 20    | 0     | 0                | 0                | -                     | -                     | 20    | 0     |
| A. S. Bari · Italia                         | Total club    | Total club    | 20    | 0     | 0                | 0                | 0                     | 0                     | 20    | 0     |
| U. S. Avellino · Italia                     | 2.ª           | 2016-17       | 7     | 0     | 0                | 0                | -                     | -                     | 7     | 0     |
| U. S. Avellino · Italia                     | Total club    | Total club    | 7     | 0     | 0                | 0                | 0                     | 0                     | 7     | 0     |
| A. C. Cesena · Italia                       | 2.ª           | 2016-17       | 8     | 0     | 0                | 0                | -                     | -                     | 8     | 0     |
| A. C. Cesena · Italia                       | 2.ª           | 2017-18       | 29    | 1     | 1                | 0                | -                     | -                     | 30    | 1     |
| A. C. Cesena · Italia                       | Total club    | Total club    | 37    | 1     | 1                | 0                | 0                     | 0                     | 38    | 1     |
| C. S. Universitatea Craiova F. C. · Rumania | 1.ª           | 2018-19       | 27    | 0     | 5                | 1                | 2                     | 0                     | 34    | 1     |
| C. S. Universitatea Craiova F. C. · Rumania | Total club    | Total club    | 27    | 0     | 5                | 1                | 2                     | 0                     | 34    | 1     |
| S. K. Sturm Graz · Austria                  | 1.ª           | 2019-20       | 12    | 0     | 2                | 0                | -                     | -                     | 14    | 0     |
| S. K. Sturm Graz · Austria                  | Total club    | Total club    | 12    | 0     | 2                | 0                | 0                     | 0                     | 14    | 0     |
| Adanaspor Turquía                           | 2.ª           | 2020-21       | 34    | 0     | 2                | 0                | -                     | -                     | 36    | 0     |
| Adanaspor Turquía                           | 2.ª           | 2021-22       | 34    | 1     | 2                | 0                | -                     | -                     | 36    | 1     |
| Sakaryaspor Turquía                         | 2.ª           | 2022-23       | 32    | 5     | 1                | 0                | -                     | -                     | 33    | 5     |
| Sakaryaspor Turquía                         | 2.ª           | 2023-24       | 24    | 0     | 0                | 0                | -                     | -                     | 24    | 0     |
| Sakaryaspor Turquía                         | Total club    | Total club    | 56    | 5     | 1                | 0                | 0                     | 0                     | 57    | 5     |
| Adanaspor Turquía                           | 2.ª           | 2024-25       | 28    | 0     | 1                | 0                | -                     | -                     | 29    | 0     |
| Adanaspor Turquía                           | Total club    | Total club    | 96    | 1     | 5                | 0                | 0                     | 0                     | 101   | 1     |
| Total carrera                               | Total carrera | Total carrera | 257   | 7     | 15               | 1                | 4                     | 0                     | 276   | 8     |
| 1. 2.                                       |               |               |       |       |                  |                  |                       |                       |       |       |